# Gometz-le-Châtel
Gometz-le-Châtel és un municipi francès, situat al departament de l'Essonne i a la regió de Illa de França. L'any 2007 tenia 2.091 habitants.
Forma part del cantó de Les Ulis i del districte de Palaiseau. I des del 2016 de la Comunitat d'aglomeració París-Saclay.

## Demografia

### Població
El 2007 la població de fet de Gometz-le-Châtel era de 2.091 persones. Hi havia 782 famílies, de les quals 154 eren unipersonals (73 homes vivint sols i 81 dones vivint soles), 234 parelles sense fills, 334 parelles amb fills i 60 famílies monoparentals amb fills.
La població ha evolucionat segons el següent gràfic:
Habitants censats

### Habitatges
El 2007 hi havia 854 habitatges, 790 eren l'habitatge principal de la família, 27 eren segones residències i 36 estaven desocupats. 725 eren cases i 125 eren apartaments. Dels 790 habitatges principals, 631 estaven ocupats pels seus propietaris, 130 estaven llogats i ocupats pels llogaters i 29 estaven cedits a títol gratuït; 31 tenien una cambra, 55 en tenien dues, 119 en tenien tres, 153 en tenien quatre i 431 en tenien cinc o més. 644 habitatges disposaven pel capbaix d'una plaça de pàrquing. A 319 habitatges hi havia un automòbil i a 427 n'hi havia dos o més.

### Piràmide de població
La piràmide de població per edats i sexe el 2009 era:
| Homes | Edats   | Dones |
| ----- | ------- | ----- |
| 0     | 95 o +  | 0     |
| 0     | 90 a 94 | 4     |
| 8     | 85 a 89 | 8     |
| 12    | 80 a 84 | 12    |
| 12    | 75 a 79 | 20    |
| 12    | 70 a 74 | 24    |
| 44    | 65 a 69 | 52    |
| 60    | 60 a 64 | 40    |
| 68    | 55 a 59 | 96    |
| 92    | 50 a 54 | 88    |
| 80    | 45 a 49 | 72    |
| 48    | 40 a 44 | 68    |
| 72    | 35 a 39 | 64    |
| 36    | 30 a 34 | 44    |
| 84    | 25 a 29 | 68    |
| 72    | 20 a 24 | 56    |
| 84    | 15 a 19 | 64    |
| 56    | 10 a 14 | 64    |
| 64    | 5 a 9   | 36    |
| 36    | 0 a 4   | 28    |

## Economia
El 2007 la població en edat de treballar era de 1.388 persones, 1.023 eren actives i 365 eren inactives. De les 1.023 persones actives 963 estaven ocupades (506 homes i 457 dones) i 59 estaven aturades (39 homes i 20 dones). De les 365 persones inactives 119 estaven jubilades, 153 estaven estudiant i 93 estaven classificades com a «altres inactius».

### Ingressos
El 2009 a Gometz-le-Châtel hi havia 904 unitats fiscals que integraven 2.414,5 persones, la mediana anual d'ingressos fiscals per persona era de 27.964 €.

### Activitats econòmiques
Dels 96 establiments que hi havia el 2007, 3 eren d'empreses de fabricació de material elèctric, 2 d'empreses de fabricació d'altres productes industrials, 19 d'empreses de construcció, 30 d'empreses de comerç i reparació d'automòbils, 5 d'empreses de transport, 2 d'empreses d'hostatgeria i restauració, 5 d'empreses d'informació i comunicació, 2 d'empreses financeres, 3 d'empreses immobiliàries, 20 d'empreses de serveis, 3 d'entitats de l'administració pública i 2 d'empreses classificades com a «altres activitats de serveis».
Dels 26 establiments de servei als particulars que hi havia el 2009, 5 eren tallers de reparació d'automòbils i de material agrícola, 3 paletes, 4 guixaires pintors, 3 fusteries, 2 lampisteries, 4 empreses de construcció, 2 perruqueries, 2 restaurants i 1 saló de bellesa.
Dels 6 establiments comercials que hi havia el 2009, 1 era un hipermercat, 1 una botiga de roba, 1 una sabateria, 1 un drogueria i 2 floristeries.
L'any 2000 a Gometz-le-Châtel hi havia 4 explotacions agrícoles.

## Equipaments sanitaris i escolars
L'únic equipament sanitari que hi havia el 2009 era una farmàcia.
El 2009 hi havia 1 escola maternal i 1 escola elemental.

## Poblacions més properes
El següent diagrama mostra les poblacions més properes.